# Апаресида (Сан-Паулу)
Апаресида (порт. Aparecida)  —  муниципалитет в Бразилии, входит в штат Сан-Паулу. Составная часть мезорегиона Вали-ду-Параиба-Паулиста. Входит в экономико-статистический  микрорегион Гуаратингета. Население составляет 40 156 человек на 2007 год. Занимает площадь 120,939 км². Плотность населения — 298,7 чел./км².

## История
Город основан 17 декабря 1928 года.

## Статистика
- Валовой внутренний продукт на 2003 составляет 139.195.461,00 реалов (данные: Бразильский институт географии и статистики).
- Валовой внутренний продукт на душу населения на 2003 составляет 3.913,61 реалов (данные: Бразильский институт географии и статистики).
- Индекс развития человеческого потенциала на 2000 составляет 0,804 (данные: Программа развития ООН).

## География
Климат местности: субтропический. В соответствии с классификацией Кёппена, климат относится к категории Cfb.